# Marco Risi
Marco Risi (Milà, 4 de juny de 1951) és un director de cinema, guionista i productor italià.

## Carrera
Nascut en Milà, és fill del prestigiós director Dino Risi. Després de graduar-se en el Liceu Científic, Risi es va unir a la facultat de filosofia, però va abandonar els seus estudis poc temps després. Va començar la seva carrera com a ajudant del seu oncle, el poeta i director Nelo Risi, en la pel·lícula Una stagione all'inferno (1971) i després va treballar amb directors com Duccio Tessari, Steno i Alberto Sordi. También colaboró con algunos guiones para películas dirigidas por su padre.
Va debutar com a director en 1977, amb el documental de televisió per a la RAI Appunti su Hollywood. Després de realitzar tres pel·lícules còmiques de gran èxit, des de 1987 el cinema de Risi es va centrar en temes socials i polítics més complexos, com el servei militar vist com una experiència traumàtica (Soldati: 365 all'alba), la delinqüència juvenil dins i fora de la presó (Mery per sempre i Ragazzi fuori), l'atemptat del Vol 870 d'Aerolinee Itavia (Il muro di Gomma), el fenomen de les violacions en grup (Il branco) i l'assassinat del periodista Giancarlo Siani (Fort Apache Napoli). El 2007 va dirigir la pel·lícula biogràfica Maradona, la mano di Dio, basada en la vida del futbolista Diego Armando Maradona.
El 1989, Mery per sempre, de Risi,va guanyar el Gran Premi Especial del Jurat en el Festival de Cinema de Mont-real. Per la seva pel·lícula de 1990, Ragazzi fuori, Risi va guanyar el premi David di Donatello al millor director i una Osella de plata a la millor fotografia en la 47a Mostra Internacional de Cinema de Venècia.

## Filmografia

### Director
- Vado a vivere da solo (1982)
- Un ragazzo e una ragazza (1984)
- Colpo di fulmine (1985)
- Soldati - 365 all'alba (1987)
- Mery per sempre (1989)
- Els nois del carrer (1990)
- Il muro di gomma (1991)
- Nel continente nero (1992)
- Il branco (1994)
- L'ultimo capodanno (1998)
- Tre mogli (2001)
- Maradona - La mano de Dios (2007)
- L'ultimo padrino - serie TV (2008)
- Fortapàsc (2009)
- Cha cha cha (2013)
- Tre tocchi (2014)
- Natale a 5 stelle (2018)
- L'Aquila - Grandi speranze - serie TV (2019)

### Guionista
- Caro papà (1979)
- Sono fotogenico (1980)
- Vado a vivere da solo (1982)
- Un ragazzo e una ragazza (1984)
- Colpo di fulmine (1985)
- Soldati - 365 all'alba (1987)
- Rimini Rimini (1987)
- Els nois del carrer (1990)
- Nel continente nero (1992)
- L'ultimo capodanno (1998)
- Tre mogli (2001)
- Fortapàsc (2009)
- Cha cha cha (2013)
- Tre tocchi (2014)

## Premis i nominacions
- Festival Internacional de Cinema de Venècia
  - 1990 – Premi Osella a la millor fotografia per Els nois del carrer
- David di Donatello
  - 1991 – Millor director per Els nois del carrer
- Festival de Cinema de Giffoni
  - 1989 – Premi François Truffaut
- Ciak d'oro
  - 1992 – Millor director per Il muro di gomma[5]
- Globo d'oro
  - 2009 – Millor director per Fortapàsc
- Nastro d'argento
  - 1998 – Millor productor per Hamam
- Festival Internacional de Cinema de Mont-real
  - 1989 – Gran Premi Especial del Jurat per Mery per sempre

## Publicacions
- Risi, Marco. Forte respiro rapido. La mia vita con Dino Risi.  Arnoldo Mondadori Editore, 2020. ISBN 978-88-04-72184-0.